# Вулиця Харлампіївська
Харла́мпіївська ву́лиця — одна з перших вулиць Маріуполя (Донецька область), розташована в історичному центрі міста, переважно одноповерхової забудови.

## Історія
Названа на честь Святого Харлампія, ім'я якого носила перша грецька церква в Маріуполі після їх переселення до Приазов'я. Носить історичну назву (з 28 вересня 1878). У 1919 Маріупольська міськрада затвердила рішення про перейменування її в Радянську вулицю (до грудня 1991). На Харлампіївській вулиці розташовані палац культури «Молодіжний» (раніше — готель «Континенталь», за радянських часів — ДК «Азовсталь») та готель «Спартак».

## Перетин
Харлампіївська починається від Італійської вулиці і закінчується на перетині з Євпаторійською, перетинаючи на своєму шляху такі вулиці:
- Георгіївську
- проспект Миру
- Миколаївську
- Митрополитську
- Фонтанну.

## Додаткові відомості
Фактично вулицю можна поділити на два відтинки. Перший — ділянка від Італійської, через проспект Миру, до Миколаївської — активний діловий центр міста. Готель «Спартак» — один із центральних у місті. Палац культури «Молодіжний» — один із центральних осередків культури Маріуполя. Тому наявне жвавий автомобільний рух та активне громадське життя.
І друга ділянка — приватний сектор із бруківкою та складним яружним рельєфом, де їздять та ходять лише місцеві. До того ж даний сектор має ознаки депресивного.
Вулицею не здійснюється рух громадського транспорту

## Об'єкти інфраструктури
- Маріупольська синагога (буд. 6);
- готель «Спартак» (буд. 13);
- палац культури «Молодіжний» (буд. 17)
- пивбар «Авалон» (буд. 25)